# رياض شرارة
رياض شرارة (1940 - 24 سبتمبر 1994) إعلامي وممثل لبناني.

## عن حياته
ولد عام 1940 في مدينة بيروت كانت بدايته من خلال العمل بالإذاعة، ثم انتقل بعدها إلى التلفزيون وتحديداً تقديم الأخبار، ليتركه بعد فترة ويتخصص في تقديم البرامج، وتخصص في تقديم برامج المسابقات في الوطن العربي ثم دبلجة البرامج والمسلسلات الاجنبية، ومن أشهر أعماله برنامج المسابقات (صفر أو عشرين) عام 1962 والذي استمر عرضه 12عاماً، قبل أن ينضم لإذاعة بي بي سي كمراسل، ثم قرر أن يتفرغ لتقديم سلسلة من برامج المسابقات والمغامرات أشهرها برنامج المسابقات الياباني المدبلج الحصن والذي أذيع في الثمانينيات والتسعينيات على القنوات العربية، له عدة تجارب تمثيلية منها مشاركته في مسلسل (ناطور الحارة) عام 1975.

## وفاته
وافته المنية إثر جلطة دماغية يوم 24 سبتمبر عام 1994 عن عمر يناهز 54 سنة.

## روابط خارجية
- رياض شرارة على موقع قاعدة بيانات الأفلام العربية